# میزیتس
میزیتس (به آلمانی: Miesitz) یک شهر در آلمان است که در زاله-ارلا واقع شده‌است. میزیتس ۳۲۰ نفر جمعیت دارد.